# 2002年の鉄道
2002年の鉄道（2002ねんのてつどう）とは、2002年（平成14年）に起こった鉄道関係の出来事をまとめたページである。
2001年の鉄道 - 2002年の鉄道 - 2003年の鉄道

## 出来事の一覧

### 1月
- 1月1日
  - 日本貨物鉄道
    - （路線廃止） 男鹿線（貨物支線） 男鹿駅 - 船川港駅 (1.8km)
    - （第二種鉄道事業廃止） 男鹿線 追分駅 - 男鹿駅 (26.6km)
    - （駅廃止） 船川港駅（男鹿線(貨物支線)）
- 1月26日
  - 名古屋鉄道
    - （営業休止） 常滑線 榎戸駅 - 常滑駅（2003年10月3日まで）

### 2月
- 2月1日
  - 東日本旅客鉄道
    - （ワンマン運転開始） 常磐線 いわき駅 - 原ノ町駅（一部列車）
- 2月2日
  - 松本電気鉄道
    - （駅名改称） 北新・松本大学前駅 ← 北新駅（上高地線）
- 2月8日
  - 東日本旅客鉄道
    - （Suica導入） 青梅線 宮ノ平駅 - 奥多摩駅
    - （Suica導入） 八高線 毛呂駅 - 明覚駅・竹沢駅 - 北藤岡駅
- 2月15日
  - 帝都高速度交通営団
    - （ホームドア使用開始） 千代田線（北綾瀬支線） 綾瀬駅 - 北綾瀬駅
- 2月16日
  - 東日本旅客鉄道
    - （運転再開） 左沢線 羽前長崎駅 - 左沢駅 (13.3km)（2001年7月2日から運休）
    - （駅移設） 寒河江駅（左沢線）

### 3月
- 3月10日
  - 叡山電鉄
    - （駅名改称） 八瀬比叡山口駅 ← 八瀬遊園駅（叡山本線）

  - 京福電気鉄道
    - （駅名改称） ケーブル八瀬駅 ← ケーブル八瀬遊園駅（鋼索線）
- 3月12日
  - 東京都交通局
    - （運転再開） 上野懸垂線 上野動物園東園駅 - 上野動物園西園駅(0.3km)（2001年11月14日から運休）
- 3月15日
  - 大韓民国鉄道庁
    - （複々線化） 京仁線 富平駅 - 朱安駅 (5.6km)
- 3月17日
  - 上信電鉄
    - （新駅開業） 高崎商科大学前駅（上信線 根小屋駅 - 山名駅間）
- 3月20日
  - 近畿日本鉄道
    - （ワンマン運転開始） 南大阪線 古市駅 - 橿原神宮前駅
- 3月22日
  - 東日本旅客鉄道
    - （Suica導入） 鶴見線 鶴見駅 - 扇町駅・浅野駅 - 海芝浦駅・安善駅 - 大川駅
    - （Suica導入） 南武線(南武支線) 川崎新町駅 - 扇町駅
- 3月23日
  - 西日本旅客鉄道
    - （新駅開業） 新広駅（呉線 広駅 - 安芸阿賀駅間）

  - 九州旅客鉄道
    - （新駅開業） 大分大学前駅（豊肥本線 敷戸駅 - 中判田駅間）
    - （ワンマン運転開始） 大村線 早岐駅 - 諫早駅
    - （ワンマン運転開始） 佐世保線 肥前山口駅 - 佐世保駅（ラッシュ時除く）
    - （ワンマン運転開始） 長崎本線 鳥栖駅 - 長崎駅・喜々津駅 - 浦上駅

  - 日本貨物鉄道
    - （駅名改称） 北九州貨物ターミナル駅 ← 門司駅（鹿児島本線、山陽本線）

  - 帝都高速度交通営団
    - （ワンマン運転開始） 千代田線 綾瀬駅 - 北綾瀬駅

  - 若桜鉄道
    - （新駅開業） 徳丸駅（若桜線 八東駅 - 丹比駅間）
- 3月26日
  - 東武鉄道
    - （新駅開業） つきのわ駅（東上線 森林公園駅 - 武蔵嵐山駅間）
- 3月29日
  - しなの鉄道
    - （新駅開業） 信濃国分寺駅（しなの鉄道線 大屋駅 - 上田駅間）
- 3月31日
  - 鉄道に関する技術上の基準を定める省令施行

### 4月
- 4月1日
  - 長野電鉄
    - （路線廃止） 河東線（木島線） 信州中野駅 - 木島駅 (11.3km)
    - （駅廃止） 中野北駅、四ヶ郷駅、赤岩駅、柳沢駅、田上駅、信濃安田駅、木島駅（河東線(木島線)）

  - 樽見鉄道
    - （新駅開業） 織部駅（樽見線 本巣駅 - 木知原駅間）

  - 加越能鉄道
    - （路線譲渡） 高岡軌道線 高岡駅前停留場 - 六渡寺駅（万葉線に譲渡）
    - （路線譲渡） 新湊港線 六渡寺駅 - 越ノ潟駅（万葉線に譲渡）
    - （駅譲渡） 高岡駅前停留場、片原町停留場、坂下町停留場、本丸会館前停留場、広小路停留場、志貴野中学校前停留場、市民病院前停留場、江尻停留場、旭ヶ丘停留場、荻布停留場、新能町停留場、米島口停留場、能町口停留場、新吉久停留場、吉久停留場、中伏木停留場、六渡寺駅（高岡軌道線）
    - （駅譲渡） 六渡寺駅、庄川口駅、新湊市役所前駅、新町口駅、中新湊駅、東新湊駅、海王丸駅、越ノ潟駅（新湊港線）

  - 万葉線
    - （路線譲受） 高岡軌道線 高岡駅前停留場 - 六渡寺駅（加越能鉄道から譲受）
    - （路線譲受） 新湊港線 六渡寺駅 - 越ノ潟駅（加越能鉄道から譲受）
    - （駅譲受） 高岡駅前停留場、片原町停留場、坂下町停留場、本丸会館前停留場、広小路停留場、志貴野中学校前停留場、市民病院前停留場、江尻停留場、旭ヶ丘停留場、荻布停留場、新能町停留場、米島口停留場、能町口停留場、新吉久停留場、吉久停留場、中伏木停留場、六渡寺駅（高岡軌道線）
    - （駅譲受） 六渡寺駅、庄川口駅、新湊市役所前駅、新町口駅、中新湊駅、東新湊駅、海王丸駅、越ノ潟駅（新湊港線）

  - 北神急行電鉄
    - （運営形態変更） 第二種鉄道事業者 ← 第一種鉄道事業者（北神線 新神戸駅 - 谷上駅 (7.5km)）

  - 神戸高速鉄道
    - （第三種鉄道事業開業） 北神急行電鉄北神線 新神戸駅 - 谷上駅 (7.5km)

  - 一畑電気鉄道
    - （駅名改称） 松江しんじ湖温泉駅 ← 松江温泉駅（北松江線）
- 4月4日
  - 長良川鉄道
    - （新駅開業） みなみ子宝温泉駅（越美南線 半在駅 - 大矢駅間）
- 4月11日
  - 鉄道庁
    - （延伸開業） 京義線 臨津江駅 - 都羅山駅 (1.4km)
    - （新駅開業） 都羅山駅（京義線）
- 4月21日
  - 東京モノレール
    - （モノレールSuica導入） 東京モノレール羽田線 モノレール浜松町駅 - 羽田空港駅
    - 「モノレールSuica」と「Suica」の相互利用開始。
- 4月27日
  - 北海道旅客鉄道
    - （新駅開業） 流山温泉駅（函館本線支線（砂原線） 池田園駅 - 銚子口駅間）

### 5月
- 5月10日
  - 大邱広域市地下鉄公社
    - （延伸開業） 1号線 大谷駅 - 辰泉駅 (1.0km)
    - （新駅開業） 大谷駅（大邱地下鉄1号線）
- 5月26日
  - 南海電気鉄道
    - （路線・第二種鉄道事業廃止） 和歌山港線 和歌山港駅 - 水軒駅 (2.6km)
    - （駅廃止） 水軒駅（和歌山港線）

  - 和歌山県
    - （第三種鉄道事業廃止） 南海和歌山港線 和歌山港駅 - 水軒駅 (2.6km)

### 6月
- 6月1日
  - 日本貨物鉄道
    - （路線休止） 信越本線（貨物支線） 焼島駅 - 東新潟港駅 (1.7km)
    - （駅休止） 東新潟港駅（信越本線）
- 6月9日
  - 山形鉄道
    - （新駅開業） あやめ公園駅（長井線 長井駅 - 羽前成田駅間）
- 6月21日
  - （完全民営化） 東日本旅客鉄道

### 7月
- 7月1日
  - 土佐くろしお鉄道
    - （新線開業） ごめん・なはり線 後免駅 - 奈半利駅 (42.7km)
    - （新駅開業） 後免駅、後免町駅、立田駅、のいち駅、よしかわ駅、あかおか駅、香我美駅、夜須駅、西分駅、和食駅、赤野駅、穴内駅、球場前駅、安芸駅、伊尾木駅、下山駅、唐浜駅、安田駅、田野駅、奈半利駅（阿佐線）
- 7月7日
  - 東京急行電鉄
    - （せたまる導入） 世田谷線 三軒茶屋駅 - 下高井戸駅
- 7月15日
  - 福井鉄道
    - （駅廃止） 本町通り駅（福武線 市役所前駅 - 公園口駅間）
- 7月20日
  - 一畑電気鉄道
    - （駅名改称） 出雲科学館パークタウン前駅 ← 大和紡前駅（北松江線）

### 8月
- 8月1日
  - 東日本旅客鉄道
    - （Suica導入） 相模線 厚木駅

  - ドイツ鉄道
    - （新線開業） ケルン-ライン＝マイン高速線 ケルン - フランクフルト・アム・マイン

  - 南部縦貫鉄道
    - （路線廃止） 南部縦貫鉄道線 野辺地駅 - 七戸駅 (20.9km)（1997年5月6日から休止していた）
    - （駅廃止） 野辺地駅、西千曳駅、後平駅、坪駅、坪川駅、道ノ上駅、天間林駅、中野駅、営農大学校前駅、盛田牧場前駅、七戸駅（南部縦貫鉄道線）
- 8月20日
  - 東京モノレール
    - （ホームドア使用開始） 東京モノレール羽田線 モノレール浜松町駅 - 羽田空港駅
- 8月29日
  - 会津鉄道
    - （新駅開業） ふるさと公園駅（会津線 会津下郷駅 - 養鱒公園駅間）

### 9月
- 9月7日
  - 東海旅客鉄道
    - （新駅開業） 長泉なめり駅（御殿場線 裾野駅 - 下土狩駅間）
- 9月18日
  - 長野電鉄
    - （路線名改称） 長野線 ← 長野線・河東線 須坂駅 - 信州中野駅・山の内線
    - （路線名改称） 屋代線 ← 河東線 屋代駅 - 須坂駅
- 9月25日
  - 大韓民国鉄道庁
    - （駅名改称） 薮内駅 ← 草林駅、亭子駅 ← 柏宮駅（盆唐線）
- 9月28日
  - 東京モノレール
    - （ワンマン運転開始） 東京モノレール羽田線 モノレール浜松町駅 - 羽田空港駅

  - 高松琴平電気鉄道
    - （新駅開業） 学園通り駅（長尾線 平木駅 - 白山駅間）

### 10月
- 10月1日
  - 日本貨物鉄道
    - （新駅開業） 黒山駅（白新線 豊栄駅 - 佐々木駅間）

  - 新潟臨海鉄道
    - （路線廃止） 新潟臨港鉄道線 黒山駅 - 太郎代駅 (5.4km)
    - （駅廃止） 黒山駅、藤寄駅、西ふ頭駅、太郎代駅（太郎代線）

  - 新潟県
    - （専用鉄道開業） 黒山駅分岐新潟東港専用線 黒山駅 - (旧)西ふ頭駅 (2.5km)（新潟臨海鉄道から転換）

  - 弘南鉄道
    - （新駅開業） 石川プール前駅（大鰐線 鯖石駅 - 石川駅間）

  - 京福電気鉄道
    - （路線廃止） 永平寺線 東古市駅 - 永平寺駅 (6.2km)（2001年6月24日の列車衝突事故のため運休していた）
    - （駅廃止） 諏訪間駅、京善駅、市野々駅、永平寺駅（永平寺線）

  - タイ国有鉄道
    - （複線化） 南本線 タリンチャン駅 - ナコーンパトム駅 (42.04km)
- 10月5日
  - 西日本旅客鉄道
    - 広島都市圏の路線群を「広島シティネットワーク」と命名。
- 10月21日
  - 西日本旅客鉄道
    - （路線移設） 北陸本線 金沢駅 - 森本駅
    - （路線短縮） 北陸本線 (353.8km ← 353.9km)
- 10月27日
  - 芝山鉄道
    - （新線開業） 芝山鉄道線 東成田駅 - 芝山千代田駅 (2.2km)
    - （新駅開業） 東成田駅、芝山千代田駅（芝山鉄道線）

### 11月
- 11月2日
  - 西日本旅客鉄道
    - （ワンマン運転開始） 紀勢本線 紀伊田辺駅 - 御坊駅

  - 東京都交通局
    - （常設駅化） 汐留駅←汐留信号所（大江戸線 大門駅 - 築地市場駅間）

  - ゆりかもめ
    - （新駅開業） 汐留駅（東京臨海新交通臨海線 新橋駅 - 竹芝駅間）
- 11月18日
  - 西日本旅客鉄道
    - （高架化） 北陸本線 小松駅付近
- 11月30日
  - 京阪電気鉄道
    - （ワンマン運転開始） 京津線 御陵駅 - 浜大津駅

### 12月
- 12月1日
  - 東日本旅客鉄道
    - （延伸開業） 東北新幹線 盛岡駅 - 八戸駅 (96.6km)
    - （路線廃止） 東北本線 盛岡駅 - 八戸駅 (107.9km)（盛岡駅 - 目時駅はIGRいわて銀河鉄道、目時駅 - 八戸駅は青い森鉄道及び青森県に転換）
    - （駅廃止） 厨川駅、滝沢駅、渋民駅、岩手川口駅、沼宮内駅、御堂駅、奥中山駅、小繋駅、小鳥谷駅、一戸駅、二戸駅、斗米駅、金田一温泉駅、目時駅、三戸駅、諏訪ノ平駅、剣吉駅、苫米地駅、北高岩駅（東北本線）
    - （駅名改称） 種差海岸駅←種差駅（八戸線）

  - 日本貨物鉄道
    - （駅名改称） 高岡貨物駅←新湊駅（新湊線）

  - IGRいわて銀河鉄道
    - （路線開業） いわて銀河鉄道線 盛岡駅 - 目時駅 (82.0km)（東日本旅客鉄道から転換）
    - （駅開業） 盛岡駅、厨川駅、滝沢駅、渋民駅、好摩駅、岩手川口駅、いわて沼宮内駅（沼宮内駅から改称）、御堂駅、奥中山高原駅（奥中山駅から改称）、小繋駅、小鳥谷駅、一戸駅、二戸駅、斗米駅、金田一温泉駅、目時駅（いわて銀河鉄道線）

  - 青い森鉄道
    - （路線・第二種鉄道事業開業） 青い森鉄道線 目時駅 - 八戸駅 (25.9km)（東日本旅客鉄道から転換）
    - （駅開業） 目時駅、三戸駅、諏訪ノ平駅、剣吉駅、苫米地駅、北高岩駅、八戸駅（青い森鉄道線）

  - 青森県
    - （第三種鉄道事業開業） 青い森鉄道青い森鉄道線 目時駅 - 八戸駅 (25.9km)

  - 東京臨海高速鉄道
    - （延伸開業） りんかい線 天王洲アイル駅 - 大崎駅 (4.4km)
    - （新駅開業） 品川シーサイド駅、大井町駅、大崎駅（りんかい線）
    - （りんかいSuica導入） 新木場駅 - 大崎駅
    - 「りんかいSuica」と「Suica」の相互利用開始。

  - 甘木鉄道
    - （新駅開業） 今隈駅（甘木線 松崎駅 - 西太刀洗駅間）
- 12月10日
  - 東日本旅客鉄道
    - （Suica導入） 常磐線(常磐緩行線) 綾瀬駅
    - （Suica導入） 南武線(南武支線) 八丁畷駅
- 12月15日
  - ベルギー国鉄
    - （新線開業） ベルギー高速鉄道2号線 ルーヴェン - アンス
- 12月18日
  - 東京地下鉄株式会社法公布・施行

## 主なダイヤ改正

### 1月
- 1月16日
  - 名古屋鉄道（常滑線）

### 2月
- 2月28日
  - 富士急行
    - 特急「ふじやま」を「フジサン特急」に変更。

### 3月
- 3月16日
  - 北海道旅客鉄道
    - 千歳線 新千歳空港駅発着のエル特急を「ライラック」から「スーパーホワイトアロー」に変更。
- 3月20日
  - 近畿日本鉄道
    - 京都線 近鉄丹波橋駅に全特急が停車。名古屋線 近鉄蟹江駅に急行が停車。
- 3月23日
  - 東日本旅客鉄道・西日本旅客鉄道・四国旅客鉄道・九州旅客鉄道・のと鉄道・北越急行
  - 東日本旅客鉄道・会津鉄道
    - 快速「AIZUマウントエクスプレス」運転開始。

  - 小田急電鉄
- 3月28日
  - 東京急行電鉄
    - 田園都市線 あざみ野駅に急行が停車。土曜ダイヤ廃止。

### 7月
- 7月14日
  - 東日本旅客鉄道
    - 京浜東北線の快速停車駅に浜松町駅を追加。
- 7月20日
  - 西日本旅客鉄道
    - 特急「くろしお」「スーパーくろしお」「オーシャンアロー」の一部列車の停車駅に西九条駅を追加。

### 9月
- 9月15日
  - ドイツ鉄道
    - ケルン-ライン＝マイン高速線ダイヤ改正。

### 10月
- 10月5日
  - 西日本旅客鉄道
- 10月12日
  - 京成電鉄
  - 東京都交通局
    - 浅草線ダイヤ改正。

  - 京浜急行電鉄
- 10月21日
  - のと鉄道
    - 能登線の急行「のと恋路号」廃止。
- 10月27日
  - 京成電鉄・芝山鉄道
    - （相互直通運転開始） 押上線・本線・東成田線 - 芝山鉄道線

  - 京浜急行電鉄・芝山鉄道
    - （直通運転開始） 空港線・本線 - 芝山鉄道線（京成車による運用）

  - 東京都交通局・芝山鉄道
    - （直通運転開始） 浅草線 - 芝山鉄道線（芝山鉄道の片方向乗り入れ）

### 11月
- 11月2日
  - 西日本旅客鉄道
    - 紀勢本線（きのくに線）ダイヤ改正。

### 12月
- 12月1日
  - 北海道旅客鉄道・東日本旅客鉄道
  - 東日本旅客鉄道・東京臨海高速鉄道
    - （相互直通運転開始） 川越線・埼京線 - りんかい線
- 12月15日
  - オーストリア連邦鉄道
    - オーストリア西部鉄道ダイヤ改正。

  - ドイツ鉄道
    - ケルン-ライン＝マイン高速線ダイヤ改正。

## 災害・不通・事故・事件など

### 1月
- 1月3日
  - 名古屋鉄道
    - （事故） 羽島線新羽島駅で、列車が車止めに衝突する事故発生（名鉄新羽島駅電車衝突事故）。
- 1月13日
  - 九州旅客鉄道・日本貨物鉄道
    - （事故） 鹿児島本線 青柳踏切（古賀駅 - 筑前新宮駅間）で、貨物列車と踏切警報機を無視した自動車が衝突。

### 2月
- 2月19日
  - 北海道ちほく高原鉄道
    - （事故） ふるさと銀河線 西6号線踏切（上常呂駅 - 北光社駅間）で普通列車が脱線。当日の現場付近の気候は吹雪で、雪の重みで列車のスピードが出なかった上に、乗客がほとんどおらず車体が軽かった状態で強風に煽らた事が原因とされる。
- 2月22日
  - 九州旅客鉄道
    - （事故） 鹿児島本線 海老津駅 - 教育大前駅間で車両点検のため停止していた列車に、無閉塞運転を行っていた後続列車が追突（鹿児島線列車追突事故）。
- 2月27日
  - 大井川鐵道
    - （事故） 大井川本線 家山駅構内で普通列車が脱線。分岐器不良により誤った進路が構成されたことが原因。

### 3月
- 3月28日
  - 南海電気鉄道
    - （災害・事故・不通） 高野線 高野下駅 - 極楽橋駅（紀伊細川駅 - 紀伊神谷駅間で発生した土砂崩落による脱線事故のため）
- 3月29日
  - 南海電気鉄道
    - （運転再開） 高野線 高野下駅 - 極楽橋駅（前日の脱線事故のため不通だった）

### 4月
- 4月13日
  - 西日本旅客鉄道
    - （インシデント） 東海道本線（琵琶湖線） 京都駅構内で、上下線の列車がそれぞれ前方に停止中の列車に接近し緊急停止。発生当日はポイント工事中のため、手信号代用機による代用手信号現示及び現地での転轍機手動転換が行われていたが、信号取扱者の誤操作により誤った信号が現示されたため。
- 4月14日
  - 西日本旅客鉄道
    - （インシデント） 東海道本線（JR京都線） 京都駅構内で、上り列車が前方に停止中の列車に接近し緊急停止。直前に二件発生したインシデントと同様の原因。

### 5月
- 5月7日
  - 東海旅客鉄道
    - （事件） 東海道新幹線 名古屋車両所にて、留置車両のドアから散弾銃で銃撃された跡が発見された。
- 5月16日
  - 西日本旅客鉄道
    - （事故） 山陰本線 出雲市駅停車中の寝台特急「サンライズ出雲」のブレーキ抵抗器から発煙、列車火災事故発生。
- 5月17日
  - わたらせ渓谷鐵道
    - （災害・事故・不通） わたらせ渓谷線 足尾駅 - 間藤駅（土砂崩れによる落石に列車が乗り上げ脱線）

### 6月
- 6月10日
  - 京成電鉄
    - （事故） 高砂検車区からの出庫車両が、構内運転中に中間車両が脱線。分岐器を破損して京成高砂駅据付時に復線した。事故前日に発見されたトングレールの損傷を補修する作業を行った際、誤った研削を行ったことが原因とされる。なお構内運転中のため「列車」ではなく「車両」として扱われるため、航空・鉄道事故調査委員会では本件を「列車脱線事故」ではなく「鉄道物損事故」として扱っている。

### 7月
- 7月11日
  - 東日本旅客鉄道
    - （事故） 弥彦線 矢作橋梁踏切（吉田駅 - 矢作駅間）で、普通列車と踏切で一時停止を怠ったマイクロバスが衝突し、列車が脱線。

### 8月
- 8月1日
  - 真岡鐵道
    - （事故） ひぐち駅で自走不能となった営業列車を牽引した救援列車が、久下田駅構内で脱線（真岡線久下田駅構内列車脱線事故）。
- 8月4日
  - わたらせ渓谷鐵道
    - （運転再開） わたらせ渓谷線 足尾駅 - 間藤駅間（土砂災害で5月17日から不通となっていた）
- 8月12日
  - 近畿日本鉄道
    - （事故） 大阪線 伊勢石橋第4号踏切（川合高岡駅 - 伊勢石橋駅間）で、踏切の存在に気付かなかった自動車が遮断機が降下しているにもかかわらず踏切内に進入。通過中の普通列車と衝突し、大破。
- 8月13日
  - 九州旅客鉄道
    - （事故） 佐世保線 木原踏切（西有田信号場 - 三河内駅間）で、誤操作により踏切内で発進不能となったトラックと普通列車が衝突し、列車が脱線。
- 8月19日
  - 東日本旅客鉄道
    - （事故） 仙石線 笠松踏切（鹿妻駅 - 矢本駅間）で、快速列車と踏切警報機を無視した自動車が衝突。列車は脱線、自動車の運転手は死亡。

### 9月
- 9月1日
  - 小田急電鉄
    - （事故） 小田原線 本厚木第17号踏切（愛甲石田駅 - 本厚木駅間）で、普通列車と踏切警報機を無視した自動車が衝突。列車は一度は脱線したものの復線。しかし床下から発煙。自動車は大破・炎上し運転手は死亡。
- 9月7日
  - 九州旅客鉄道
    - （事故） 久大本線 上八の重踏切（筑後草野駅 - 田主丸駅間）で、普通列車の接近に気付かず踏切に進入した軽自動車が同列車と衝突し、列車は脱線。軽自動車は大破・発煙し運転手と同乗者が死亡。
- 9月26日
  - 名古屋鉄道
    - （事故） 名古屋本線 大里8号踏切（奥田駅 - 大里駅間）付近で、踏切で脱輪し軌道内を走行していた盗難車に特急列車が衝突（名鉄名古屋本線衝突脱線事故）。

### 10月
- 10月10日
  - 福島臨海鉄道
    - （事故） 本線 小名浜駅構内で、貨物列車を牽引していたディーゼル機関車が分岐器で脱線。分岐器の転換不良が原因だが、進行信号は現示されていた。
- 10月29日
  - 山陽電気鉄道
    - （事故） 本線 西二見西第三踏切（播磨町駅 - 東二見駅間）で、飲酒運転中に踏切内で脱輪した自動車と回送列車が衝突。列車は脱線し、運転士が重傷を負った。当該踏切は同年11月25日に明石市の要請で四輪自動車の通行を禁止、翌年6月3日に廃止された。

### 11月
- 11月6日
  - 西日本旅客鉄道
    - （事故） 東海道本線（JR神戸線）塚本駅 - 尼崎駅間で、列車に撥ねられた中学生の救助活動中だった救急隊員が特急列車に轢かれる事故発生（東海道線救急隊員死傷事故）。
- 11月16日
  - 西日本旅客鉄道
    - （事件） 山陰本線 豊岡駅に停車しようとした臨時特急「かにカニ北近畿1号」の2両目と3両目の連結器に男がしがみついているのを旅客が発見し、警察が保護。男は認知症の老人で、下夜久野駅から豊岡駅まで連結器上に乗っていた。

## 鉄道車両

### 1月
- 1月15日
  - 鹿児島市交通局
    - （運転開始） 1000形電車（鹿児島市電）

### 2月
- - 京浜急行電鉄
    - （運転開始）京急1000形電車 (2代)1次車
- 2月10日
  - 小田急電鉄
    - （運転開始） 3000形 (2代)（小田原線 新宿駅 - 小田原駅・江ノ島線 相模大野駅 - 片瀬江ノ島駅・多摩線 新百合ヶ丘駅 - 唐木田駅・箱根登山鉄道鉄道線 小田原駅 - 箱根湯本駅）
- 2月24日
  - 相模鉄道
    - （運転開始） 10000系（いずみ野線 二俣川駅 - 湘南台駅・本線 横浜駅 - 海老名駅）

### 3月
- 3月3日
  - 東日本旅客鉄道
    - （運転開始） E231系0番台（常磐快速線 上野駅 - 取手駅・成田線（我孫子支線） 我孫子駅 - 成田駅）
- 3月19日
  - 伊予鉄道
    - （運転開始） モハ2100形電車（松山市内線）

### 4月
- 4月15日
  - 京浜急行電鉄
    - （運転開始） 新1000形（空港線 京急蒲田駅 - 羽田空港駅・久里浜線 堀ノ内駅 - 三崎口駅・逗子線 金沢八景駅 - 新逗子駅・本線 泉岳寺駅 - 浦賀駅）

  - 土佐電気鉄道
    - （運転開始） 100形 (3代)（後免線 後免町停留場 - はりまや橋停留場・伊野線 はりまや橋停留場 - 伊野停留場・桟橋線 はりまや橋停留場 - 岸壁通停留場）
- 4月21日
  - 東日本旅客鉄道
    - （運転開始） E231系500番台（山手線 品川駅 - 田端駅 - 品川駅）

### 5月
- 5月2日
  - 東京急行電鉄
    - （運転開始） 5000系（田園都市線 渋谷駅 - 中央林間駅・営団地下鉄半蔵門線 渋谷駅 - 水天宮前駅）

### 6月
- 6月25日
  - 京浜急行電鉄
    - （運転開始） 新1000形（都営地下鉄浅草線 押上駅 - 西馬込駅）

### 8月
- 8月30日
  - 京浜急行電鉄
    - （運転開始） 新1000形（京成押上線 押上駅 - 青砥駅・京成本線 青砥駅 - 京成高砂駅）

### 9月
- 9月4日
  - 京浜急行電鉄
    - （運転開始） 新1000形（北総開発鉄道北総・公団線 京成高砂駅 - 印旛日本医大駅）

### 12月
- 12月1日
  - 北海道旅客鉄道
    - （運転開始）789系（特急「スーパー白鳥」）

### 新系列・新形式
- 北海道旅客鉄道
  - 789系電車
- 東日本旅客鉄道
  - E993系電車「ACトレイン」（試験車）
  - E491系電車「East i-E」（事業用車両）
- 西日本旅客鉄道
  - 125系電車
- 日本貨物鉄道
  - EF510形電気機関車
- 東京急行電鉄
  - 5000系電車 (2代)
- 京浜急行電鉄
  - 1000形電車 (2代)
- 相模鉄道
  - 10000系電車
- 京阪電気鉄道
  - 10000系電車
- 名古屋鉄道
  - 300系電車
- 近畿日本鉄道
  - 21020系電車
- 真岡鐵道
  - モオカ14形気動車
- 土佐くろしお鉄道
  - 9640形気動車
- 江ノ島電鉄
  - 20形電車
- 伊予鉄道
  - モハ2100形電車
- 土佐電気鉄道
  - 100形電車（3代目）
- 函館市交通局
  - 8100形電車
- 鹿児島市交通局
  - 1000形電車
- 岡山電気軌道
  - 9200形電車

### 譲渡形式
- 十和田観光電鉄←東京急行電鉄
  - 7200形・7700系電車
- 芝山鉄道←京成電鉄
  - 3600形電車（正式には譲渡ではなくリース）

### 消滅形式
- 北海道旅客鉄道
  - キハ130形気動車
- 東海旅客鉄道
  - 955系新幹線電車「300X」（高速試験車両、試験終了にともなう消滅）
- 日本貨物鉄道
  - EF500形電気機関車
  - ホキ6700形貨車
  - ホキ8500形貨車
- 伊豆急行
  - 100・1000系電車
- 豊橋鉄道
  - 7300系電車
- 近畿日本鉄道
  - 900系電車
- 三木鉄道
  - ミキ180形気動車
- 土佐電気鉄道
  - 500形電車

### 受賞
- ブルーリボン賞：東日本旅客鉄道E257系電車
- ローレル賞：西日本旅客鉄道187系気動車
- グローリア賞：伊予鉄道
- シルバー賞：高橋弘、山崎喜陽